# Toma Jederlinić
Toma Jederlinić JUD (Omišalj, 29. rujna 1798. – Dubrovnik, 11. kolovoza 1855.) bio je prelat Katoličke Crkve koji je služio kao biskup dubrovački te trajni apostolski upravitelj trebinjsko-mrkanski od 1843. do 1855. godine.

## Životopis

### Mladost i svećeništvo
Jederinić je rođen u Omišlju na otoku Krku. Školovao se u Rijeci, Gorici i Beču.
Jederlinić je zaređen za svećenika Goričke nadbiskupije 30. listopada 1825. godine. Studirao je na Augustineumu, školi za svjetovni kler u Beču. Od 1830. Jederlinić je predavao dogmatsku teologiju u Gorici, zatim u Brnu, a od 1834. u Padovi. Doktorirao je civilno i kanonsko pravo 1837. godine. Jederlinić je tada postao savjetnik regionalne vlade Lombardsko-venetskog Kraljevstva.

### Biskupstvo
Car Ferdinand I. odabrao je Jederlinića za dubrovačkog biskupa 1. studenog 1842. godine. Papa Grgur XVI. potvrdio je njegov izbor 30. siječnja 1843. godine. Posvetio ga je 25. listopada 1843. mletački patrijarh kardinal Giacomo Monico u Veneciji. Uz to što je postao ordinarijom Dubrovačke biskupije, postao je i apostolski upravitelj Trebinjsko-mrkanske biskupije koja se nalazila na području Hercegovine, u to vrijeme pod Osmanskim Carstvom.
U Dubrovniku je 1850. podigao sjemenište i uspio dobiti dozvolu za biskupsku rezidenciju u blizini dubrovačke katedrale.
Godine 1843. isusovci su morali napustiti Skadar i osmansku Albaniju te su otišli u Dubrovnik. Jederlinić ih je primio i namjeravao ih ondje zadržati za propovjednike. Htio ih je postaviti i za upravitelje biskupijske gimnazije, ali su austrijski zakoni to zabranjivali. Nakon toga Jederlinić namjerava poslati isusovce u Trebinjsko-mrkansku biskupiju.
Jederlinić je doveo i Službenice milosrđa za školovanje djevojaka. Kao biskup suposvetio je sljedeće biskupe: Karla Potena, Urbana Nikolu Bogdanovića, Ljudevita Ćurčiju i Vinka Čubranića.

#### Trajni apostolski upravitelj trebinjsko-mrkanski
Uz pomoć trebinjsko-mrkanskog svećenika Vidoja Maslaća, Jederlinić je u Trebinjsko-mrkansku biskupiju doveo talijanske isusovce koji su u biskupiji ostali još deset godina. Trebinjsko-mrkanska biskupija bila je ostala bez svećenika, jer su dvojica franjevaca koji su tamo bili poslani po nalogu svoje provincije bili premješteni. Vidoje Maslać, koji je tamo obnašao službu generalnog vikara, izvijestio je Jederlinića o odluci Provincije i zamolio biskupa da neke svećenike pošalje na službu u župe Hrasno i Gradac.
Jederlinić je obavijestio Maslaća o svojoj namjeri da onamo pošalje isusovce, na što je Maslać pristao. Jederlinić je bezuspješno pokušavao ishoditi od austrijske diplomacije ferman osmanske središnje vlasti da se tamo isusovcima dopusti rad. Zatim je zamolio Maslaća da pokuša dobiti dozvolu od hercegovačkog mjesnog namjesnika Ali-paše Rizvanbegovića koji je bio Maslaćev osobni prijatelj. Isusovci su zajedno s Maslaćem otišli u Rizvanbegvićevu ljetnu rezidenciju u Blagaju i uspjeli dobiti bujuruldiju kojom je isusovcima omogućen rad na području Hercegovačkog ejaleta. Isusovci su djelovali kao misionari, župni upravitelji i kapelani.
Jederlinić je također uspio za svećenike zarediti dvojicu domaćih studenata Trebinjsko-mrkanske biskupije te je brojne sjemeništarce poslao na školovanje u Italiju, od kojih su neki kasnije postali svećenici. Nakon što je u Dubrovniku 1850. podigao sjemenište, njega su pohađali i sjemeništarci Trebinjsko-mrkanske biskupije, koja je imala tri mjesta za svoje sjemeništarce.
Godine 1846. bivši apostolski vikar u Bosni Rafael Barišić imenovan je apostolskim vikarom novoutemeljenog Apostolskog vikarijata u Hercegovini. Barišić je od osmanskih vlasti tražio da preuzme upravu nad cijelom Hercegovinom, uključujući i Trebinjsko-mrkansku biskupiju. Visoka Porta je pitala Rizvanbegovića za mišljenje. Propaganda u Rimu nije znala za takvu Barišićevu namjeru. Jederlinić je upitao i Propagandu imaju li saznanja o tome, na što mu je rečeno da ne znaju ništa niti su o tome ikada razgovarali.
Rizvanbegovićev liječnik Jure Kačić pismom od 22. siječnja 1846. ukratko je izvijestio Maslaća o Barišićevoj namjeri. Tom viješću uznemireno je trebinjsko-mrkansko svećenstvo koje je nakon petnaestak dana održalo sastanak i u pismu Jederliniću izrazilo svoje protivljenje Barišićevim namjerama. Pismo je trebalo poslužiti u eventualnoj raspravi pred Propagandom ili austrijskim carem. Barišić se 25. lipnja susreo se s Rizvanbegovićem, uručivši mu berat od sultana, po kojem je on trebao dobiti upravu nad cijelom turskom Hercegovinom. Dva dana kasnije Kačić je o događaju obavijestio Jederlinića i Maslaća. Rizvanbegović je Barišića pitao za mišljenje dubrovačkog biskupa, a Kačić mu je odgovorio znajući biskupov stav. Franjevci su bili nezadovoljni i zaprijetili Kačiću da će ga tužiti regionalnoj dalmatinskoj vladi u Zadru. Kačić mu je, nakon što od Jederlinića nije dobio odgovor, ponovno pisao.
Jederlinić je, nakon što je primio dva Kačićeva pisma, obavijestio Rizvanbegovića preko Maslaća da je bilo kakvo ujedinjenje biskupija nemoguće bez izričitog naloga Svete Stolice i austrijskog cara. Također ga je obavijestio da ispituje Propagandu o tom pitanju, na što su mu oni rekli da ne znaju ništa o tome, niti su o tome ikada razgovarali. Iznoseći svoje osobno mišljenje, Jederlinić je napisao da također ne može prihvatiti ujedinjenje biskupija bez naloga Svete Stolice. Jederlinić je pisao i Barišiću da objasni stvar, jer „i on najbolje zna da se ne može ustanoviti, ujediniti ili dokinuti neka biskupija bez izričite i posebne naredbe Svete Stolice”. Barišićev odgovor ostaje nepoznat. Činilo se da je problem riješen jer je biskupijom Trebinjsko-mrkanskom nastavljao upravljati biskup dubrovački dok je Barišić služio Apostolski vikar za Hercegovinu u kojoj su djelovali hercegovački franjevci.
Rizvanegović je smijenjen u ožujku 1851. godine, a vlast su preuzeli Hajrudin-paša i Omer-paša Latas. Hajrudin-paša se sastao s Maslaćem i izrazio svoje neslaganje da Trebinjsko-mrkansku biskupiju kontrolira biskup iz Austrijskog Carstva. Očekujući da će ga isto pitati Latas, Maslać je od Jederlinića zatražio da mu pošalje ferman koji se čuva u biskupijskoj pismmohrani koji je primio trebinjsko-mrkanski biskup Nikola Ferić, kojim je sultan Selim dopustio svećenstvu slobodno djelovanje svećenika Trebinjske biskupije na području Osmanskog Carstva. Maslać je pred Latasom uspio osigurati nastavak rada klera. Trebinjsko-mrkanski kler je od Latasa tražio da Jederlinić dođe u biskupiju, što je više puta odbijeno. Zbog toga je Maslać tražio od Propagande imenovanje trebinjsko-mrkanskog biskupa, ali bez uspjeha.
Zbog protivljenja osmanskih vlasti Jederlinić nije mogao službeno posjetiti Trebinjsko-mrkansku biskupiju.

### Smrt
Jederlinić je umro u svojoj rezidenciji, 11. kolovoza 1855., u kući Kaboga, u dubrovačkom naselju Poljane te je pokopan u isusovačkoj crkvi sv. Ignacija u Dubrovniku.

### Knjige
- Krešić, Milenko. 2012. Don Vidoje Maslać i Trebinjsko-mrkanska biskupija (1795.-1862.). Župni ured Trebinje. Trebinje. ISBN 978-9539864277
- Viđen, Ivan. 2018. Biskupska palača u Dubrovniku (PDF). Dubrovačka biskupija. Dubrovnik. ISBN 9789537700102

### Članci
- Miklobušec, Valentin. 2005. Drugi dolazak isusovaca u sjevernu Hrvatsku (I. dio). Obnovljeni život. 2 (60): 171–193

### Mrežne stranice
- Bishop Toma Jedrlinić †. Catholic-Hierarchy.org. Pristupljeno 30. prosinca 2022.

| Titule u Katoličkoj Crkvi | Titule u Katoličkoj Crkvi                                    | Titule u Katoličkoj Crkvi |
| ------------------------- | ------------------------------------------------------------ | ------------------------- |
| prethodnik Antun Giuriceo | Biskup dubrovački 1843.–1855.                                | nasljednik Vinko Čubranić |
| prethodnik Antun Giuriceo | Trajni apostolski upravitelj trebinjsko-mrkanski 1843.–1855. | nasljednik Vinko Čubranić |